# Orlando Quevedo
Orlando Quevedo y Beltrán (Laoag, Filipinas, 11 de marzo de 1939), O. M. I., es arzobispo metropolitano de Cotabato (Filipinas).
Llevó a cabo sus estudios clásicos en la Escuela Superior de Notre Dame, en Marbel, y estudió filosofía en el seminario menor de San José, Ciudad Quezón.
A continuación, entró en el noviciado de los Oblatos de María Inmaculada en Washington (EE. UU.) , donde completó sus estudios y posteriormente obtuvo su licenciatura en Pedagogía por la Universidad de Santo Tomás en Manila.
Después de su ordenación sacerdotal, el 6 de junio de 1964, fue vicario en la parroquia de la Catedral de Cotabato durante un año, y profesor asociado en la Universidad de Notre Dame de la misma ciudad. Fue designado profesor en el mismo instituto en 1966, donde llegó a ser rector en 1970.
Fue nombrado obispo de la Prelatura Territorial de Kidapawan el 23 de julio de 1980 recibiendo la consagración episcopal el 28 de octubre. Tras el crecimiento de la nueva diócesis de Kidapawan el 15 de noviembre de 1982, se convirtió en su primer obispo.
Fue promovido a la sede metropolitana de Nueva Segovia el 22 de marzo de 1986.
El 30 de mayo de 1998 el santo Juan Pablo II lo nombró arzobispo de Cotabato.
Es ahora cardenal de Santa Maria Reina del Mundo